# Playa de Areas
La playa de Areas es una playa en el municipio pontevedrés de Sangenjo, en la ría de Pontevedra.

## Descripción
Es una playa en forma rectilínea y semicurva en un extremo, ubicada en un entorno urbano de baja densidad de población, mayoritariamente flotante o estacional. Está limitada en el extremo este por la pequeña Cala dos Mortos, con acceso en bajamar y Punta Festiñanzo, con hermosas vistas de la ría de Pontevedra. Compuesta por arena blanca y fina. Recogida de los vientos, con aguas tranquilas propicias para disfrutar de los deportes acuáticos: esquí náutico, vela, motonáutica, windsurf (con límite a la playa de 200 metros). Dispone de zona de fondeo de embarcaciones. 
En su extremo oriental se encuentra la Punta de Areas, que delimita claramente la ría interior de la ría exterior. La playa cuenta con bandera azul.

## Acceso
Desde Sangenjo, tomar la carretera PO-308 dirección a Pontevedra, en Areas, en la rotonda, tomar desvío señalizado a la derecha a la playa.